# Institut international de recherche et de formation des Nations unies pour la promotion de la femme
L’Institut international de recherche et de formation des Nations unies pour la promotion de la femme (UN-INSTRAW pour United Nations International Research and Training Institute for the Advencement of Women) est le premier Institut des Nations unies consacré à la recherche, la formation et la gestion des connaissances en partenariat avec les gouvernements, le système des Nations unies, la société civile et les universités ayant comme but l'égalité entre les sexes et l'autonomisation des femmes.
L'INSTRAW développe des partenariats de collaboration avec des entités des Nations unies afin de travailler ensemble en faveur de  l’autonomisation des femmes et de l’égalité de genre.
Il est créé en 1979, dans la lignée de l'année internationale des femmes.